# Чесноков, Семён Васильевич
Семён Васи́льевич Чесноко́в (3 [16] февраля 1902—1969) — старший мастер мартеновского цеха московского завода «Серп и молот», лауреат Сталинской премии третьей степени (1950).

## Биография
Родился 3 [16] февраля 1902 года в семье ремесленника Василия Петровича Чеснокова и его жены Параскевы Васильевны в селе Михайловском Хатунской волости Серпуховского уезда, крещён в день рождения.
Участник гражданской войны. С 1921 года работал на московском металлургическом заводе «Серп и молот» в должностях от чернорабочего до обермастера (старшего мастера) мартеновского цеха.
Член КПСС. Новатор производства, рационализатор, наставник молодёжи. Указом от 26 марта 1939 награждён орденом Ленина.
После вынужденной в начале войны остановки мартеновской печи завода руководил работами по очистке печи и выпуске скоростной плавки на восстановленной печи.
31 марта 1945 года в составе группы работников завода «Серп и молот» награждён орденом Трудового Красного Знамени.
За участие в усовершенствовании технологического процесса выплавки стали в 1950 году стал лауреатом Сталинской премии (в составе коллектива).
Умер в 1969 году.

## Признание
- орден Трудового Красного Знамени (31.3.1945) — за успешное выполнение заданий Государственного Комитета Обороны по обеспечению военной промышленности качественным и высококачественным металлом[4]
- Сталинская премия третьей степени (1950) — за усовершенствование технологического процесса выплавки стали